# Talking in Your Sleep (Bucks Fizz)
Talking in Your Sleep è un singolo del gruppo musicale britannico Bucks Fizz, pubblicato il 17 agosto 1984 come primo estratto dal quarto album in studio I Hear Talk.
Il brano è una cover dell'omonimo singolo dei The Romantics del 1983.